# Tregunter Towers
Las Tregunter Towers (chino: 地利根德閣) es un complejo de tres rascacielos residenciales situados en The Peak, Isla de Hong Kong, Hong Kong. Los tres edificios, llamados Tregunter 1 (地利根德閣第一座), Tregunter 2 (地利根德閣第二座), y Tregunter 3 (地利根德閣第三座), fueron diseñados por Chung Wah Nan Architects Ltd y construidos por Hip Hing Construction Co. Ltd. Tregunter 1 y 2 fueron completadas en 1981 y ambos tienen un número de plantas similar: 34 y 33 respectivamente. El último edificio del complejo, Tregunter 3, fue completado en 1993, doce años después de Tregunters 1 y 2. Tregunter 3 tiene una altura significativamente superior a los dos primeros edificios del complejo, con 220 m y 66 plantas. La última planta de Tregunter 3 se eleva 327 metros sobre el nivel del mar. Tras su finalización, Tregunter 3 fue el edificio residencial más alto del mundo, arrebatando el título a Lake Point Tower en Chicago. Tregunter 3 mantuvo esta distinción hasta la finalización de Trump World Tower en 2001.
Las tres torres Tregunter comparten instalaciones comunes, que son consideradas con frecuencia como unas de las más completas en la zona, especialmente para edificios más antiguos. Estas instalaciones comunes incluyen un club, una pista de tenis exterior y una piscina exterior. Dentro del club, hay otras instalaciones deportivas como bádminton, squash, tenis de mesa, baloncesto, levantamiento de pesas, aerobic, etc. El club tiene también un restaurante, y salas funcionales reservadas para el uso de los residentes de Tregunter. También hay dos rutas de autobús lanzadera entre el complejo y Central y entre el complejo y Admiralty.
El 29 de julio de 2023, Remi Lucidi, un influencer francés famoso por escalar edificios, intentó subir a la azotea de las Tregunter Towers, pero cuando se encontraba en el tejado perdió el equilibrio y cayó al vacío más de 210 metros, lo cual supuso su muerte a la edad de treinta años.